# Проклетство џемпера
Проклетство џемпера или проклетство љубавног џемпера је термин који плетачи/це и хеклари/ке користе да опишу веровање да ће, ако плетач или хеклар поклони ручно плетени џемпер некој значајној особи, то довести до тога да прималац раскине са плетачем/ицом.  У алтернативној формулацији, веза ће се завршити пре него што се џемпер и заврши.   О веровању се нашироко расправља у публикацијама о плетењу, а неки плетачи тврде да су га искусили.    У анкети из 2005. године, 15% активних плетача рекло је да су искусили проклетство џемпера из прве руке, а 41% сматра да је то могућност коју треба схватити озбиљно. 
Упркос свом називу, „клетва џемпера“ се у литератури о плетењу не третира као сујеверје којим управљају паранормалне силе, већ као стварна замка плетења која има рационална објашњења.   Предложено је неколико веродостојних механизама за џемперску клетву, али она није систематски проучавана.

## Постојање
Постојање овог феномена је анегдотално и може бити повезано са пристрасношћу потврде; плетачи се можда јасније сећају раскида након што дају ручно плетени џемпер, што представља значајно улагање новца (више хиљада динара), труда (~100.000 шавова), времена (чак годину дана) .

## Избегавање проклетства
За многе плетаче, прављење ручно плетеног поклона је емотивно искуство; дуготрајно размишљање о особи која прима поклон.  Метафора коју обично користе плетачи је: „Своју љубав плетем у сваки шав“.  Пошто давање превише значајног поклона прерано у вези може изазвати стрепњу,  плетачима/цама се саветује да упаре плетени поклон са фазом везе, почевши од шешира, рукавица, шалова или чарапа пре него што пређу на џемпере.  Многи плетачи такође чекају до брака пре него што направе џемпер за партнера.   
Здраворазумски савет плетачима/цама је да треба да утврде да ли би прималац икада носио ручно плетени џемпер.  Плетачима/цама је такође саветовано да у дизајн џемпера укључе ту значајну особу (нпр. у одабиру његовог дизајна, боја и материјала) и да прате њихове предлоге.  Неколико књига нуди практичне савете о дизајну како бисте избегли проклетство џемпера.  